# Drieschnitz-Kahsel
Drieschnitz-Kahsel (in basso sorabo: Drěžnica-Kózle) è una frazione del comune tedesco di Neuhausen/Spree, nel Land del Brandeburgo.

## Storia
Il 24 marzo 2003 il comune di Drieschnitz-Kahsel venne soppresso e aggregato al comune di Neuhausen, che contemporaneamente assunse la nuova denominazione di «Neuhausen/Spree».

## Geografia antropica
Alla frazione di Drieschnitz-Kahsel appartengono le località di Drieschnitz, Drieschnitz-Vorwerk e Kahsel.

## Amministrazione
Drieschnitz-Kahsel è amministrata da un consiglio di frazione (Ortsbeirat) composto da 3 membri.